# Methanococcus
Methanococcus é um género de microorganismos hipertermófilos e metanogénicos de domínio Archaea. O sequenciamento dos seus genes resultou na descoberta de muitas novas cadeias semelhantes às encontradas em Eukarya. 

## Espécies
- Methanococcus aeolicus Kendall et al. 2006
- Methanococcus maripaludis Jones et al. 1984
- Methanococcus vannielii Stadtman & Barker 1951
- Methanococcus voltae Balch & Wolfe 1981
- Methanococcus sp. Dex60a43
- Methanococcus sp. P2F9701a